# Druga Crnogorska Liga
De Druga Crnogorska Liga (Montenegrijns: Druga Crnogorska Liga / Друга црногорска лига) is het tweede niveau in het voetbal in Montenegro dat door de Montenegrijnse voetbalbond georganiseerd wordt.
De competitie is in 2006 gestart en is de Montenegrijnse opvolger van de Druga liga Srbije i Crne Gore u fudbaludie in in Klein-Joegoslavië, later de confederatie Servië-Montenegro tot 2006 gespeeld werd. In Servie ging toen de Prva Liga van start. De kampioen promoveert naar de Prva Crnogorska Liga en de nummer twee speelt promotie- degradatiewedstrijden met de nummer elf uit de Prva Crnogorska Liga. De onderste twee ploegen degraderen naar een van de drie regionale divisies in de Treća Crnogorska Liga. De drie kampioenen uit deze divisies spelen in een play-off om twee plaatsen in de Druga Crnogorska Liga.

## Deelnemers 2024/25
- FK Grbalj
- FK Ibar
- OFK Igalo
- FK Iskra Danilovgrad
- FK Kom Podgorica
- FK Lovćen Cetinje
- OFK Mladost Donja Gorica
- FK Podgorica
- FK Rudar Plevlja

## Kampioenen
Albanië · 
Andorra · 
Armenië · 
Azerbeidzjan · 
België (tot 2016 / vanaf 2016) ·
Bhutan ·
Bosnië-Herzegovina (BiH) · 
Bosnië-Herzegovina (RS) · 
Bulgarije · 
Curaçao · 
Cyprus · 
Denemarken · 
Duitsland · 
Engeland · 
Estland · 
Faeröer · 
Finland · 
Frankrijk · 
Georgië · 
Gibraltar · 
Griekenland · 
Hongarije · 
Ierland · 
IJsland · 
Israël · 
Italië · 
Kazachstan · 
Kosovo · 
Kroatië · 
Letland · 
Litouwen · 
Luxemburg · 
Malta · 
Moldavië · 
Montenegro · 
Nederland · 
Noord-Ierland · 
Noord-Macedonië · 
Noorwegen · 
Oekraïne · 
Oostenrijk · 
Polen · 
Portugal · 
Roemenië · 
Rusland · 
Schotland · 
Servië · 
Servië en Montenegro (FR Joegoslavië) ·
Slovenië · 
Slowakije · 
Sovjet-Unie · 
Spanje · 
Tsjechië · 
Tsjecho-Slowakije ·
Turkije · 
Turkse Republiek Noord-Cyprus · 
Wales (Noord) · 
Wales (Zuid) · 
Wit-Rusland · 
Zweden · 
Zwitserland